# Téléoutes
Cet article concerne le peuple téléoute. Pour la langue téléoute, voir Téléoute.
Les Téléoutes forment un peuple turc vivant principalement dans l'oblast de Kemerovo, en Russie.
Selon le recensement de 2002, il y a 2 650 Téléoutes en Russie. Leur langue est classée comme un dialecte du sud, au sein du groupe de dialectes que l'on appelle les langues altaïques.